# Arrhinoceratops
Arrhinoceratops, arhinoceratops (Arrhinoceratops) − roślinożerny dinozaur, przedstawiciel ceratopsów.
Nazwa rodzajowa Arrhinoceratops oznacza twarz bez rogu nosowego.

## Opis
Czaszka arhinoceratopsa ma z przodu trzy rogi, z czego jeden znajduje się na nosie a dwa nad oczodołami. Rogi nadoczodołowe są wygięte ku nozdrzom, na których rósł mały rożek. Z tyłu czaszki wyrasta duża kryza z otworami. Po bokach kryzy znajduje się dużo kości napotylicznych. Z przodu pyska znajduje się bezzębny dziób a w tylnej jego części zęby, które rozdrabniały pokarm roślinny (nie miażdżąc go, jak u hadrozaurów) i były cały czas wymieniane na nowe, gdyż szybko się zużywały. Pokarm roślinny mógł być dodatkowo rozdrabniany przez gastrolity (kamienie żołądkowe) w żołądku mięśniowym. Szyja arhinoceratopsa była silnie umięśniona. Arhinoceratops miał również krępy tułów, masywne kończyny tylne, silne biodra, krótsze kończyny przednie i krótki mięsisty ogon. Jego ciało pokrywała łuskowata skóra. 
Ze względu na to, że Arrhinoceratops znany jest jedynie z czaszki (o długości 1520 mm) trudno jest oszacować jego całkowite rozmiary; Longrich (2011) zakłada, że był on porównywalnej wielkości co Chasmosaurus russelli, którego czaszka miała 1650 mm długości, a którego masa ciała szacowana jest na 1500 kg.

## Występowanie
Arhinoceratops występował w górnej kredzie - (około 72 – 65 milionów lat temu) – na obszarze Ameryki Północnej.

## Behawior i Etologia
Arhinoceratops miał wiele ściśle ułożonych w liczne rzędy zębów, co wskazywałoby na to, że żerował na różnych roślinach takich jak: iglaki, paprocie, sagowce oraz na roślinach, które pojawiły się u schyłku kredy.

## Historia odkryć
Szczątki arhinoceratopsa zostały odkryte w 1925 roku przez Parksa. Była to niekompletna czaszka, która nie posiadała rogu nosowego, stąd też wzięła się jego nazwa. Jednakże w 1946 Gilmore w stanie Utah odkopał inne szczątki arrhinoceratopsa, zawierające kompletną czaszkę.

## Gatunki
- Arrhinoceratops brachyops (Parks 1925)

## Galeria

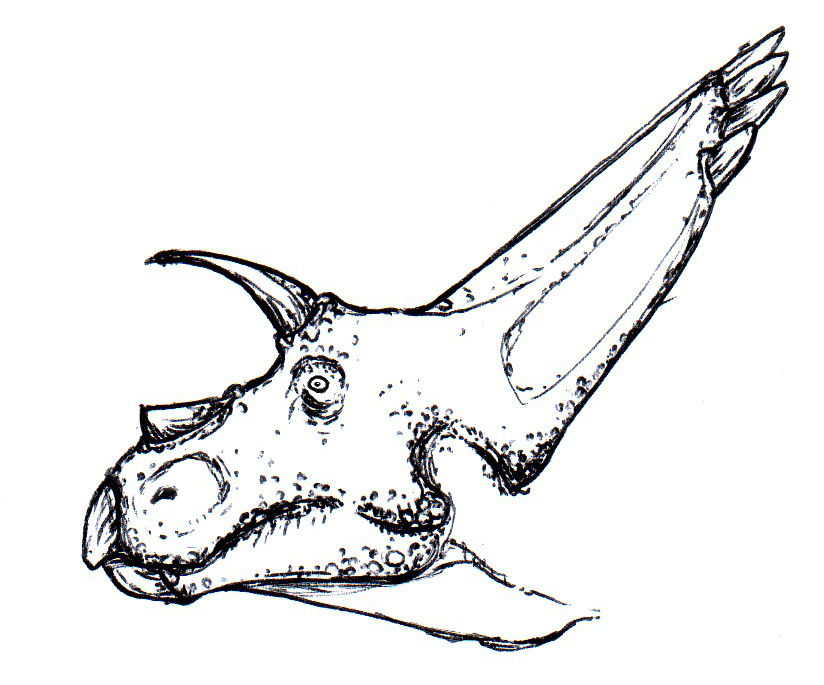
Głowa Arhinoceratopsa